# Gaspar Becerra

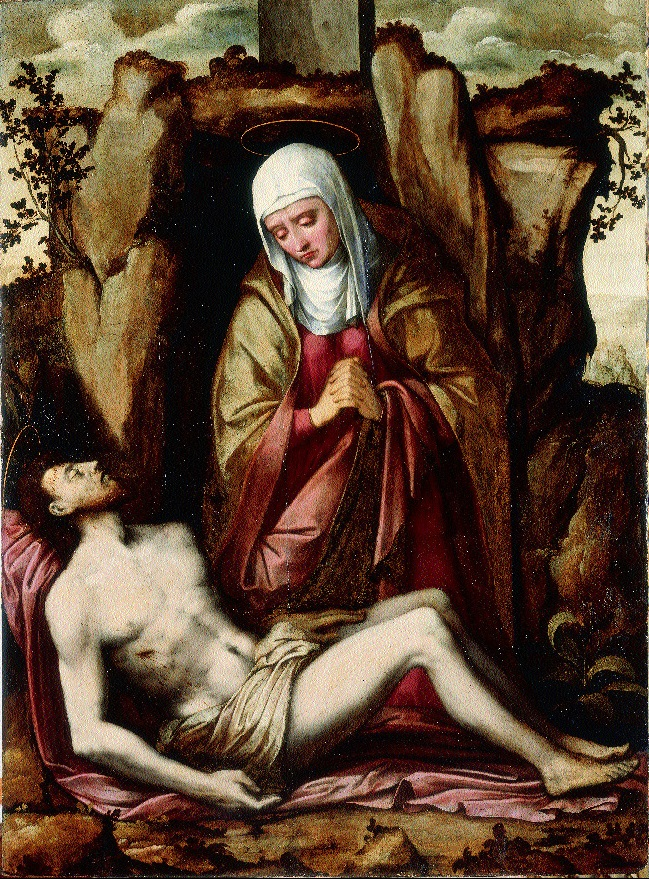
Pietat (1560) Museu de Belles Arts de València

Gaspar Becerra (Baeza, 1520 - Madrid, 23 de gener de 1568) va ser un pintor i escultor del renaixement espanyol amb gran influència de l'italià Miquel Àngel.

## Biografia
Gaspar Becerra es va formar com a pintor a Roma on va col·laborar amb Vasari a la decoració dels sostres del Palazzo della Cancelleria i posteriorment amb Volterra a l'església de la Trinità dei Monti (capella Lucrecia della Rovere). El contacte amb aquests i d'altres pintors manieristes així com l'estudi dels dibuixos de Miquel Àngel faran que la seva obra posi les bases del romanisme a les escoles del nord peninsular durant l'últim terç del segle xvi. S'estableix a Valladolid el 1558 i des del 1562, treballa com pintor de Felip II, als frescs del Palau Reial de El Pardo i l'Alcázar de Madrid. Becerra va contribuir a la producció de gravats anatòmics publicats per Juan Valverde de Amusco, en Història de la composició del cos humà (Roma, 1556).
Entre les seves obres escultòriques més importants es troben el retaule de la Catedral d'Astorga amb gran influència de Miquel Àngel, contractat el 1558 i el retaule a les Reials Descalces de Madrid (cap a 1563). D'aquest últim, incendiat el 1862, només es conserva un Crist jacent policromat i el seu traçat a la Biblioteca Nacional d'Espanya. També va crear un altre retaule per al convent de Santa Clara de Briviesca.